# Ivanhoe (Virginia)
Ivanhoe es un lugar designado por el censo situado en el condado de Wythe, Virginia  (Estados Unidos). Según el censo de 2010 tenía una población de 551 habitantes.

## Demografía
Según el censo de 2010, Ivanhoe tenía una población en la que el 97,1% eran blancos; el 0,4% afroamericanos; el 1,5% eran indios americanos y nativos de Alaska; el 0,0% eran asiáticos; el 0,0% hawaianos y otros isleños del Pacífico; el 0,9% de otra raza, y el 0,2% a partir de dos o más razas. El 1,5% del total de la población eran hispanos o latinos de cualquier raza.